# Гривик, Марек
Марек Гривик (словац. Marek Hrivík; род. 28 августа 1991, Чадца) — словацкий хоккеист, нападающий шведского «Лександа» и национальной сборной Словакии. Бронзовый призёр Олимпийских игр 2022 года.

## Карьера в сборной
В 2008 и 2009 годах Гривик входил в состав юниорской сборной Словакии на чемпионатах мира до 18 лет, а в 2009 и 2011 годах — в состав молодёжной сборной на  чемпионатах мира до 20 лет.
В 2014, 2021 и 2023 годах принимал участие на чемпионатах мира, причём в 2023 году был капитаном национальной команды Словакии.
На Олимпийских играх 2022 года Марек Гривик и саночница Катарина Шимонакова стали знаменосцами словацкой делегации на Церемонии открытия. По итогам мужского хоккейного турнира сборная Словакии, капитаном которой был Гривик, впервые в своей истории стала призёром Игр, завоевав «бронзу».